# Quebesenuefe
Quebesenuefe (Kebehsenuef) foi um dos quatro filhos de Hórus, divindades que guardavam os órgãos internos das múmias. Era representado como um falcão ou um homem com cabeça de falcão. Protegia os intestinos do morto, e era associado com a direção oeste e era protegido por Hórus e pela deusa Sélquis.